# هايلي إيرين
هايلي إيرين (بالإنجليزية: Hayley Erin)‏ هي ممثلة أمريكية، ولدت في 13 يوليو 1994 في لوس أنجلوس في الولايات المتحدة.

## وصلات خارجية
- هايلي إيرين على موقع IMDb (الإنجليزية)